# خرابنگاک
خرابنگاک (به لهستانی:  Hrabniak) یک روستا در لهستان است که در گمینا چژه واقع شده‌است.